# Hermann Snellen
Hermann Snellen (født 19. februar 1834 i Zeist, død 18. januar 1908) var en hollandsk øjenlæge. Han udformede i 1862 en synsprøvetavle til test af synet. Tavlen fik derfor navnet Snellen-tavle.